# ハンダン・スルタン
ハンダン・スルタン（Handan Sultan、? - 1605年）は、オスマン帝国スルタン・メフメト3世の妃、アフメト1世の母である。

## 生涯

### 母后になるまで
ハンダンはボスニア出身で「ハンダン」という名は笑顔を意味する。ハンダンはもともとルメリア州の知事のジェッラー・メフメト・パシャのもとで働いていた。
1583年にメフメト皇子がマニサの知事となったときジェッラー・パシャによりメフメトに紹介され、ほどなくしてメフメトの妻となった。1590年に息子のアフメトが生まれた。メフメト3世の即位後はイスタンブールで過ごした。

### 母后として
1603年にメフメト3世が死去すると息子がアフメト1世として即位した。これ以降ハンダンは摂政として帝国の運営に携わっていく。
宮廷ではハンダンと同じボスニア人を採用するようにスルタンに勧めたり、さらにアフメト1世に会うには必ず事前にハンダンに申し込まなければいけなかった。
しかしハンダンはアフメト1世の即位から2年後の1605年に死去した。